# Wellington Luís de Sousa
Wellington Luís de Sousa (født 11. februar 1988) er en brasiliansk fodboldspiller, som spiller for den japanske fodboldklub Vissel Kobe.